# Viktor Senatov
Viktor Senatov (in russo Виктор Сенатов?; 7 aprile 1987) è un ex giocatore di calcio a 5 russo.

## Carriera
All'epoca della militanza nel Mytišči, fu convocato nella Russia Under-21 con cui vinse, nel 2008, il campionato europeo di categoria. A livello di club ha vinto la Major Liga 2010-11 con il KPRF Mosca. 